# Agnieszka Winczo
Agnieszka Winczo (ur. 24 sierpnia 1984) – polska piłkarka grająca na pozycji napastniczki.
Zawodniczka Gola Częstochowa, następnie przez 5 sezonów w Czarnych Sosnowiec (Puchar Polski 2001/02, finał Pucharu 2004/05), od sezonu 2006/07 ponownie w Golu. Od 2011 r. grała w niemieckim II-logowym BV Cloppenburg.
Reprezentantka Polski, uczestniczka eliminacji do Mistrzostw Świata 2007, Mistrzostw Europy 2005 i ME 2009. W seniorskiej kadrze zadebiutowała 27 marca 2004. Ma za sobą także 9 gier i 2 bramki w kadrze U-18/U-19 i 2 mecze w narodowym zespole U-16. W 2012 r. została królową strzelczyń grupy północnej 2. Bundesligi, zdobywając 24 gole.